# Fiume Han (Cina)
Il fiume Han (漢江T, 汉江S, Hàn jiāngP o 汉水T, 漢水S, Hàn shuǐP) è uno dei più importanti affluenti del fiume Yangtze (Chang Jiang) della Cina. Ha una lunghezza totale di circa 1530 km. Il fiume Han ha le proprie sorgenti sui monti Shenqiong, una suddivisione dei monti Micang nell'estremità sud-occidentale della provincia dello Shaanxi. Il suo corso superiore assume sequenzialmente i nomi di Yudai, Yang e, a valle di Mianxian, Mian. Ad Hanzhong diviene noto come fiume Han. Scorre verso est ai piedi dei monti Qin (Tsinling), ricevendo da nord numerosi affluenti (tra i quali il fiume Xun è il maggiore) e un gran numero di tributari che scorrono verso nord provenendo dai monti Daba a sud. Questa valle attraversata dal corso superiore del fiume Han è per lo più impervia e montuosa, ma attorno ad Hanzhong vi è un bacino fertile lungo circa 100 km e largo 19 km. A valle di Ankang il fiume passa attraverso una serie di profonde gole ed emerge alla fine nel bacino centrale dello Yangtze a Guanghua (Laohekou) a monte di Yunxian nella provincia dello Hubei.
Il corso inferiore del fiume Han scorre attraverso una fertile pianura. Il corso muta frequentemente, e la regione è così pianeggiante che il più piccolo cambiamento del livello del fiume può inondare un'area considerevole; è quindi necessario un vasto apparato di dighe. A monte di Xiangfan a Jun Xian, dove lo Han riceve il fiume Dan, una diga completata nel 1970 stabilizza la portata del fiume, prevenendo inondazioni, estendendo la rete navigabile, e consentendo l'irrigazione. Sul luogo sono inoltre in funzione alcuni generatori idroelettrici. Più a valle di Xiangfan il fiume riceve il suo affluente più grande, il fiume Baishui. Negli anni '50, allo scopo di prevenire le inondazioni, un vasto bacino di contenimento venne costruito presso la confluenza con il Baishui per accumulare le acque di piena e regolare così il bacino dello Han stesso; nell'area sono stati costruiti anche quattro vasti progetti per l'irrigazione.
Passata Xiangfan lo Han serpeggia verso sud per poi svoltare a est fino a congiungersi allo Yangtze a Wuhan. In questo corso inferiore gran parte delle acque del fiume si disperdono nella innumerevole rete di ruscelli e laghi della parte meridionale della pianura della Cina del Nord. Nei pressi della confluenza con lo Yangtze, l'ampiezza del fiume diminuisce nettamente. Anche quest'area era in balia di frequenti e disastrose inondazioni, e, per prevenirle, nel 1954 venne costruito un secondo bacino di ritenzione a sud della confluenza con lo Yangtze.
Il fiume Han costituisce un'importante via d'acqua. Il corso inferiore del fiume, con i suoi innumerevoli torrenti e canali, forma la spina dorsale di una fitta rete di trasporti fluviali che ricopre l'intera parte meridionale della pianura della Cina del Nord; le giunche possono viaggiare da Jingzhou a Wuhan percorrendo questi torrenti - ricoprendo così una distanza molto più breve che navigando lungo il corso principale dello Yangtze.